# Diplusodon trigintus
Diplusodon trigintus är en fackelblomsväxtart som beskrevs av T. B. Cavalcanti. Diplusodon trigintus ingår i släktet Diplusodon och familjen fackelblomsväxter. Inga underarter finns listade i Catalogue of Life.